# Scopas (cràter)
Scopas és un cràter d'impacte en el planeta Mercuri de 83,16 km de diàmetre. Porta el nom de l'escultor i arquitecte de l'antiga Grècia Escopes de Paros (fl. segle iv aC), i el seu nom va ser aprovat per la Unió Astronòmica Internacional el 1976.